# Ptychozoon intermedium
Ptychozoon intermedium är en ödleart som beskrevs av  Taylor 1915. Ptychozoon intermedium ingår i släktet Ptychozoon och familjen geckoödlor. IUCN kategoriserar arten globalt som nära hotad. Inga underarter finns listade i Catalogue of Life.